# Декодер
Декодер в общем случае — некоторое звено, которое преобразует информацию из одного внешнего вида в другой вид, применяемый в каком-нибудь устройстве.
В цифровой микросхемотехнике: 

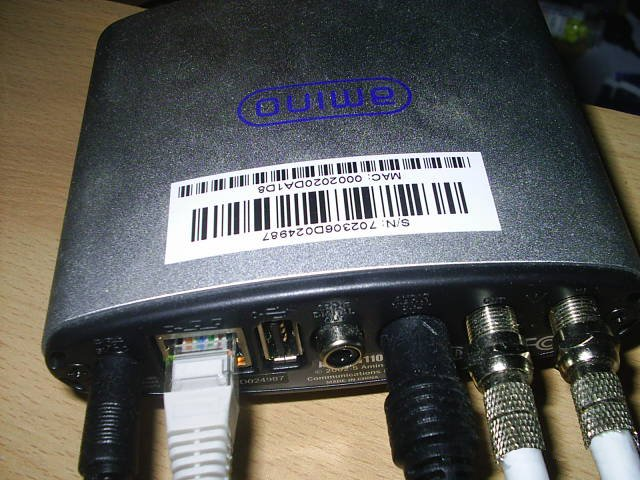
Декодер для просмотра IPTV

микросхема, модуль или устройство, преобразующее форматы, системы счисления, виды представления данных (например, двоичный код в код семисегментного индикатора).
В телевизионной технике:
- декодер сигналов цветности (декодер PAL, декодер SECAM, декодер NTSC, мультисистемные);
- устройство, преобразующее полный видеосигнал в RGB-сигнал (то есть комплексный сигнал, состоящий из трёх, отдельно по каждому базовому цвету);
- декодер телетекста;
- устройство, преобразующее сигнал цифрового телевидения в аналоговый (для «кинескопных» телевизоров), «декодер цифрового ТВ»; установлен в ресиверах цифрового телевидения;
- устройство, декодирующее (расшифровывающее) информацию с платного телевизионного канала, по которому она передаётся в зашифрованном виде с целью недопущения её просмотра посторонними абонентами.

В программном обеспечении: 
модуль программы или самостоятельное приложение, которое преобразует файл или информационный поток из внешнего вида в вид, который поддерживает другое программное обеспечение (например, библиотека in_mp3.dll в программе Winamp, которая является декодером формата MP3).